# Mario Giubertoni
Mario Giubertoni (* 8. Dezember 1945 in Moglia) ist ein ehemaliger italienischer Fußballspieler.

## Karriere
Giubertoni spielte bis Saisonende 1963/64 für den in seinem Geburtsort ansässigen FC Moglia in der Gruppe C der Serie D, der vierthöchsten Spielklasse im italienischen Fußball.
Nach Sizilien gelangt, spielte er anschließend sechs Jahre lang für den FC Palermo, vier davon in der Serie B. Sein erstes von 141 Punktspielen bestritt er am 13. Dezember 1964 (13. Spieltag) das im Heimspiel gegen Hellas Verona 1:1 unentschieden endete. Sein erstes Tor erzielte er am 4. Februar 1968 (22. Spieltag) beim 2:0-Sieg im Heimspiel gegen den AC Perugia Calcio mit dem Treffer zum Endstand in der 78. Minute. Mit der Zweitligameisterschaft im Jahr 1968 und den damit verbundenen Aufstieg in die Serie A, kam er in dieser Spielklasse bis Saisonende 1969/70 in 58 Punktspielen zum Einsatz, in denen er ein Tor erzielte. Sein Erstligadebüt gab er am 29. September 1968 (1. Spieltag) bei der 0:3-Niederlage im Auswärtsspiel gegen Cagliari Calcio; sein erstes Tor gelang ihm am 28. September 1969 (3. Spieltag) bei der 1:3-Niederlage im Heimspiel gegen Lanerossi Vicenza mit dem Tor zum Ausgleich in der 36. Minute. Mit dem Abstieg seines Vereins, für den er zudem elf Spiele im Wettbewerb um den Coppa Italia und zwei um den 1955 wiederbelebten Wettbewerb um den Mitropapokal bestritt, verließ er diesen und fand in Mailand seinen neuen Verein. 
Für Inter Mailand spielte er ebenfalls sechs Jahre lang, jedoch durchgängig in der Serie A und gewann am Ende seiner ersten Saison die Italienische Meisterschaft. Sein Pflichtspieldebüt gab er vier Tage vor Saisonbeginn 1970/71 am 23. September 1970 im San Siro beim 1:1-Unentschieden gegen Newcastle  United im Erstrundenhinspiel im Wettbewerb um den letztmals ausgetragenen Messestädte-Pokal. Nach 153 Punktspielen und einem Tor, 39 nationalen Pokalspielen und einem Tor, zwei Messepokal-, elf UEFA- und acht Landesmeisterpokalspielen beendete er seine Zeit in Mailand. Sein einziges Finale, das er mit der Mannschaft erreichte, wurde am 31. Mai 1972 in Rotterdam mit 0:2 gegen Ajax Amsterdam im Landesmeister-Wettbewerb verloren.
Seine Spielerkarriere ließ er anschließend in der Saison 1976/77 beim Erstligisten Hellas Verona mit sieben Punktspielen ausklingen.

## Erfolge
- Finalist Europapokal der Landesmeister 1972
- Italienischer Meister 1971
- Zweitligameister 1968